# Bistorta officinalis
La bistorta (Bistorta officinalis  Delarbre) è una piccola pianta erbacea, perenne, glabra, dai delicati fiori rosa, appartenente alla famiglia delle Poligonacee.

## Descrizione

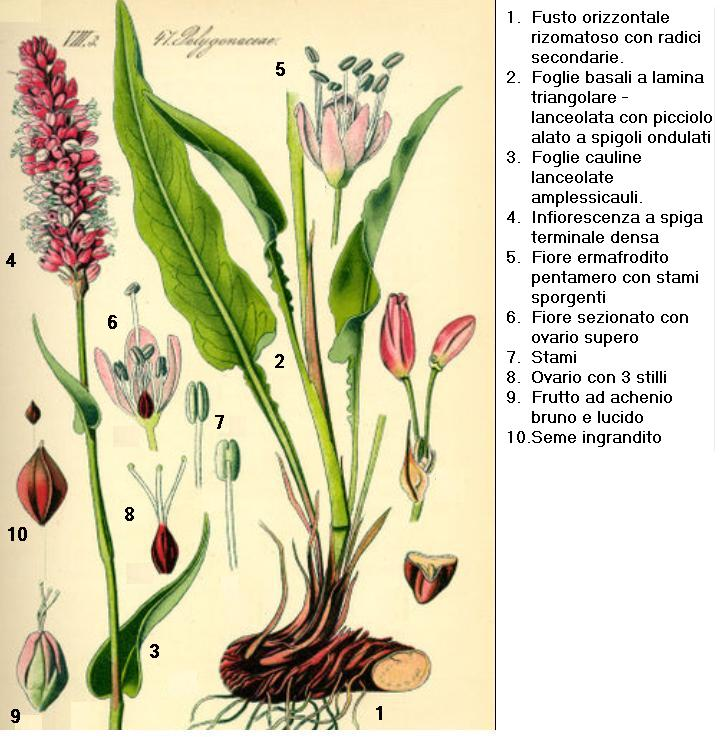
Descrizione delle parti della pianta

La forma biologica è geofita rizomatosa (G rhiz): si tratta di una pianta con una parte del fusto sotterraneo (rizoma) che ogni anno produce nuove radici e nuovi fusti aerei.

### Radici
Secondarie da rizoma.

### Fusto

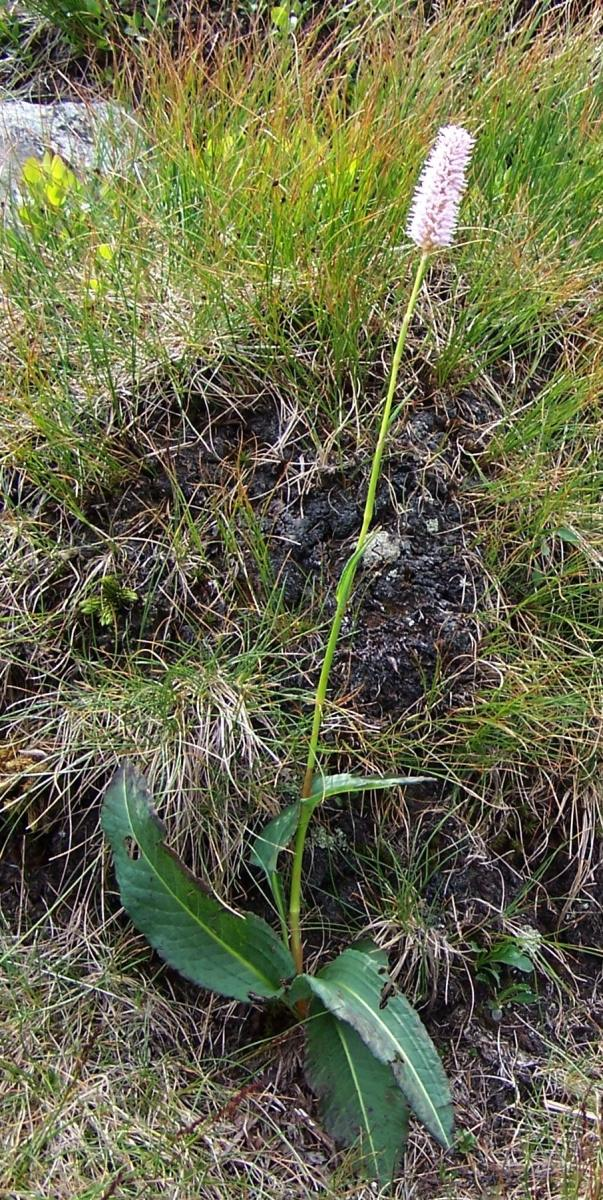
Fusto eretto, semplice con infiorescenza terminale

- Parte ipogea: rizoma orizzontale contorto e a volte ripiegato ad "U". È del tipo tuberoso e indurito.
- Parte epigea: fusto eretto e semplice con foglie distanziate. È lievemente ingrossato ai nodi.

### Foglie

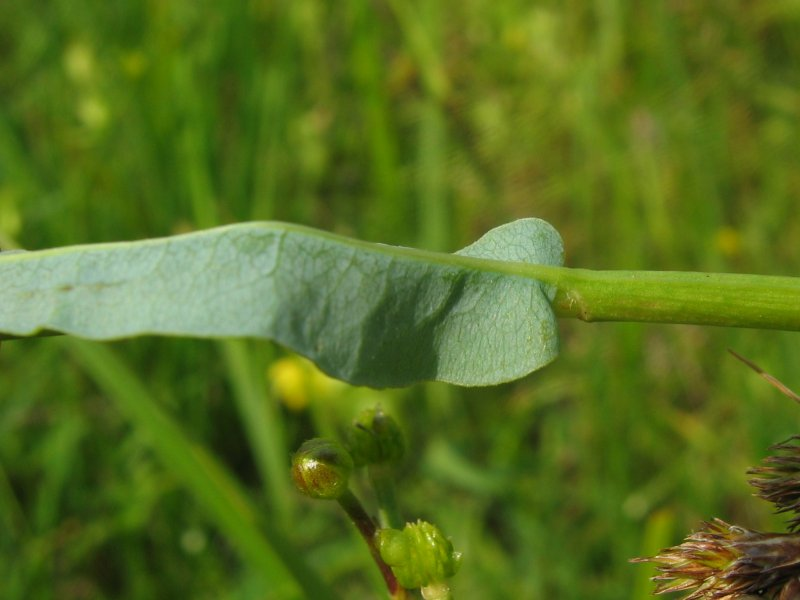
Foglia lanceolata tormentosa

Tutte le foglie sono a lamina intera, ovate con base cordata e con una lunga guaina avvolgente il fusto (derivata da stipole saldate al fusto) di colore bruno (ferruginoso). Sono persistenti fino in autunno.
- Foglie basali: hanno un lungo picciolo alato, ondulato - crenato nella parte terminale. Lunghezza del picciolo: 5 – 10 cm. La lamina è triangolare - lanceolata troncata alla base. La foglia è di colore verde scuro sulla pagina superiore e glauco e debolmente tormentosa su quella inferiore. Dimensioni: lunghezza 6 – 10 cm. normalmente (massimo 20 cm); larghezza 2 – 3 cm.
- Foglie cauline:  sono alterne, sessili (amplessicauli), lineari - lanceolate e più piccole (lunghezza 1 – 3 cm). La lamina all'esterno è lievemente ondulata.

### Infiorescenza

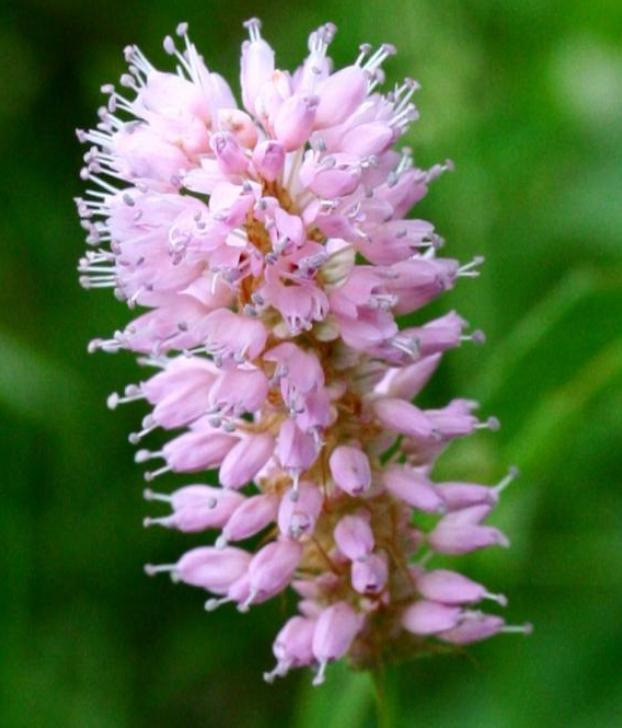
Fiori pentameri rosa con stami sporgenti

Infiorescenza a spiga cilindrica terminale, densa di fiori. Lunghezza delle spighe: 3 – 6 cm (fino a 9 cm); diametro 1 – 2 cm.

### Fiori
Fiori ermafroditi con perianzio corollino (una via di mezzo tra calice e corolla). I fiori sono persistenti.
- Tepali: sono 5 rosa o rossi (anche violetti), lunghi 4 – 6 mm.
- Stami: sono 6 - 8 e molto evidenti (più lunghi del perianzio).
- Stili: sono 3 e reciprocamente liberi.
- Ovario: è supero e sincarpico a 3 carpelli  saldati insieme.
- Fioritura: da giugno ad agosto.
- Impollinazione: tramite insetti
- Moltiplicazione: da rizoma tuberoso.

### Frutti
Frutto di tipo achenio lungo 4 – 5 mm, lucido, di colore bruno scuro a tre spigoli (trigono).

## Distribuzione e habitat
Il geoelemento è del tipo circumboreale: ossia la pianta è originaria delle zone freddo - temperate dell'Europa occidentale e centrale e dell'Asia settentrionale, ma anche Nordamerica. Mentre in Europa meridionale si può trovare sole nelle zone montane. Assente nelle isole.
In Italia si trova in luoghi erbosi e umidi (presso corsi d'acqua), in genere su terreni ricchi di nitrati (concimati). È comune sulle Alpi e Appennini  a quote dai 900 ai 2200 m s.l.m..

## Tassonomia
Il Sistema Cronquist assegna la famiglia delle Poligonacee all'ordine Polygonales mentre la moderna classificazione APG la colloca nell'ordine Caryophyllales.
Nell'ambito della specie si rileva una certa variabilità (diverse forme anomale) dovuta al diverso aspetto delle foglie. Queste ultime possono presentarsi a lamina più o meno sottile sia nella parte centrale che alla base.
Specie simili:
- Persicaria viviparum L. - Poligono viviparo: si differenzia per i fiori bianchi o rosa pallido e i tipici bulbilli rossi che si formano alla base dell'infiorescenza.

## Usi

### Farmacia
Per scopi medicinali si utilizzano le foglie e il rizoma che si raccoglie in Primavera (le parti aeree) e in Autunno (le parti ipogee). In genere si usano tramite decotti e infusi.
- Composti chimici: acido ossalico, amido, acido gallico, vitamina C, tannino e zuccheri.
- Proprietà: febbrifughe, astringenti, antidiarroiche, lenitive, toniche e vulnerarie. Le foglie sulle ferite agiscono da emostatico.
 Anticamente veniva usata per le sue proprietà astringenti per frenare le emorragie interne, ulcere, emorroidi e ferite in genere.

### Cucina
Le foglie primaticce se tenere possono essere mangiate in insalata oppure cotte come spinaci. Si può usare anche la radice che è ricca di amido (anticamente era usata per fare il pane).